# Herrarnas lättvikts-dubbelsculler i rodd vid olympiska sommarspelen 1996
Herrarnas lättvikts-dubbelsculler i rodd vid olympiska sommarspelen 1996 avgjordes mellan den 22 och 28 juli 1996.

## Medaljörer
| Gren                    | Guld                               | Silver                                            | Brons                                |
| Lättvikts-dubbelsculler | Michael Gier och Markus Gier (SUI) | Maarten van der Linden och Pepijn Aardewijn (NED) | Bruce Hick och Anthony Edwards (AUS) |

## Resultat

### Heat

#### Heat 1
| Placering | Roddare                                   | Land          | Tid     | Noteringar |
| --------- | ----------------------------------------- | ------------- | ------- | ---------- |
| 1         | Everwijn Van der Linden, Pepijn Aardewijn | Nederländerna | 6:49,93 | SA/B       |
| 2         | Thomas Auth, Stephen Lee Peterson         | USA           | 6:50,55 | R          |
| 3         | Ioannis Kourkourikis, Vasileios Polymeros | Grekland      | 6:50,57 | R          |
| 4         | Fernando Zapata, Agustín Rocha Cano       | Argentina     | 7:07,50 | R          |
| 5         | Mattias Tichy, Anders Christensson        | Sverige       | 7:18,87 | R          |

#### Heat 2
| Placering | Roddare                                  | Land           | Tid     | Noteringar |
| --------- | ---------------------------------------- | -------------- | ------- | ---------- |
| 1         | José De Marco Perez, Juan Saez Bernardos | Spanien        | 6:46,66 | SA/B       |
| 2         | Marco Audisio, Michelangelo Crispi       | Italien        | 6:47,26 | R          |
| 3         | Robert Sycz, Grzegorz Wdowiak            | Polen          | 6:54,68 | R          |
| 4         | Brendan Dolan, Niall O'Toole             | Irland         | 6:56,28 | R          |
| 5         | Nicholas Strange, Andrew Sinton          | Storbritannien | 6:56,86 | R          |

#### Heat 3
| Placering | Roddare                                  | Land      | Tid     | Noteringar |
| --------- | ---------------------------------------- | --------- | ------- | ---------- |
| 1         | Markus Gier, Michael Gier                | Schweiz   | 6:47,28 | SA/B       |
| 2         | Wolfgang Sigl, Walter Rantasa            | Österrike | 6:54,36 | R          |
| 3         | Magne Kvalvik, Tor Albert Ersdal         | Norge     | 6:57,37 | R          |
| 4         | Raúl Leon Dominguez, Alexis Arias Mestre | Kuba      | 7:01,13 | R          |
| 5         | Adam Michalek, Michal Varbousek          | Tjeckien  | 7:16,07 | R          |

#### Heat 4
| Placering | Roddare                                  | Land       | Tid     | Noteringar |
| --------- | ---------------------------------------- | ---------- | ------- | ---------- |
| 1         | Anthony John Edwards, Bruce Samuel Hick  | Australien | 6:49,95 | SA/B       |
| 2         | Peter Uhrig, Ingo Euler                  | Tyskland   | 6:54,82 | R          |
| 3         | Kenichi Obinata, Hitoshi Hase            | Japan      | 6:56,17 | R          |
| 4         | Robert Miles Hamill, Michael John Rodger | Kuba       | 7:09,61 | R          |

### Återkval

#### Återkval 1
| Placering | Roddare                            | Land     | Tid     | Noteringar |
| --------- | ---------------------------------- | -------- | ------- | ---------- |
| 1         | Mattias Tichy, Anders Christensson | Sverige  | 6:17,84 | SA/B       |
| 2         | Peter Uhrig, Ingo Euler            | Tyskland | 6:18,11 | SA/B       |
| 3         | Brendan Dolan, Niall O'Toole       | Irland   | 6:18,38 | SC/D       |
| 4         | Magne Kvalvik, Tor Albert Ersdal   | Norge    | 6:25,68 | SC/D       |

#### Återkval 2
| Placering | Roddare                             | Land      | Tid     | Noteringar |
| --------- | ----------------------------------- | --------- | ------- | ---------- |
| 1         | Wolfgang Sigl, Walter Rantasa       | Österrike | 6:21,10 | SA/B       |
| 2         | Robert Sycz, Grzegorz Wdowiak       | Polen     | 6:24,19 | SA/B       |
| 3         | Fernando Zapata, Agustín Rocha Cano | Argentina | 6:28,08 | SC/D       |

#### Återkval 3
| Placering | Roddare                                   | Land        | Tid     | Noteringar |
| --------- | ----------------------------------------- | ----------- | ------- | ---------- |
| 1         | Marco Audisio, Michelangelo Crispi        | Italien     | 6:19,95 | SA/B       |
| 2         | Ioannis Kourkourikis, Vasileios Polymeros | Grekland    | 6:24,40 | SA/B       |
| 3         | Adam Michalek, Michal Varbousek           | Tjeckien    | 6:30,34 | SC/D       |
| 4         | Robert Miles Hamill, Michael John Rodger  | Nya Zeeland | 6:34,78 | SC/D       |

#### Återkval 4
| Placering | Roddare                                  | Land           | Tid     | Noteringar |
| --------- | ---------------------------------------- | -------------- | ------- | ---------- |
| 1         | Thomas Auth, Stephen Lee Peterson        | USA            | 6:20,93 | SA/B       |
| 2         | Nicholas Strange, Andrew Sinton          | Storbritannien | 6:22,27 | SA/B       |
| 3         | Raúl Leon Dominguez, Alexis Arias Mestre | Kuba           | 6:23,52 | SC/D       |
| 4         | Kenichi Obinata, Hitoshi Hase            | Japan          | 6:24,68 | SC/D       |